# Мадора
Мадора (бел. Мадора) — деревня в Кистеневском сельсовете Рогачёвского района Гомельской области Беларуси.
На юге граничит с лесом.

## География

### Расположение
В 11 км на северо-восток от районного центра и железнодорожной станции Рогачёв (на линии Могилёв — Жлобин), 130 км от Гомеля.

### Гидрография
Река Мажа (приток озера "Румовской Старик" старого русла реки Днепр).

## Транспортная сеть
Транспортные связи по просёлочной, затем автомобильной дороге Рогачёв — Вищин (Рогачёвский район. Планировка состоит из прямолинейной улицы, ориентированной с юго-запада на северо-восток, к которой присоединяются с севера короткая прямолинейная, с запада — криволинейная улицы. Застройка двусторонняя, деревянная, усадебного типа.

## История
Обнаруженные археологами около деревни курганные могильники XI—XII веков свидетельствуют о заселении этих мест из далекого былого.
По письменным источникам известна с XVIII века как селение в Речицком повете Минского воеводства Великого княжества Литовского. Упоминается в 1756 году как слобода Медера в Рогачёвском войтовстве Рогачёвского староства. После 1-го раздела Речи Посполитой (1772 год) в составе Российской империи. По ревизии 1816 года владение помещика Ланевского, в Кистенёвской волости Рогачёвского уезда Могилёвской губернии. В 1880 году открыта школа грамоты, преобразованная в 1893 году в церковно-приходскую, в 1911 году для неё построено здание. С 1880 года действовал хлебозапасный магазин. Согласно переписи 1897 года действовали часовня, 5 ветряных мельниц, водяная мельница, питейный дом. В 1909 году 2638 десятин земли.
С 20 августа 1924 года до 16 июля 1954 года центр Мадорского сельсовета. В 1930 году организован колхоз имени В. М. Молотова, работали бондарная артель "Перамога" и 2 ветряные мельницы. Во время Великой Отечественной войны 6 ноября 1942 года партизаны разгромили волостную управу немецких оккупантов. В боях за деревню и окрестности погибли более чем 200 советских солдат (похоронены в 2 братских могилах на кладбище где есть скульптура коленопреклоненного солдата и стела в виде стилизованного меча). На фронтах и в партизанской борьбе погибли 206 жителей деревень Кистенёвского сельсовета. Память о них увековечивают скульптура солдата на пьедестале, установленная в 1967 году в центре деревни. Освобождена 24 февраля 1944 года. Согласно переписи 1959 года располагались восьмилетняя школа, магазин, здание сельсовета, мех. двор, ферма, фельдшерско-акушерский пункт, отделение связи. В 1962 году построено кирпичное здание клуба, библиотека.

## Население

### Численность
- 2004 год — 136 хозяйств, 252 жителя.

### Динамика
- 1816 год — 37 дворов 235 жителей.
- 1881 год — 116 дворов, 786 жителей.
- 1897 год — 171 двор, 1195 жителей (согласно переписи).
- 1909 год — 180 дворов, 1390 жителей.
- 1925 год — 228 дворов.
- 1959 год — 998 жителей (согласно переписи).
- 2004 год — 136 хозяйств, 252 жителя.